# Phryxe atrata
Phryxe atrata là một loài ruồi trong họ Tachinidae.